# Siror
Siror là một đô thị ở tỉnh Trento ở vùng Trentino-Alto Adige/Südtirol của Ý, tọa lạc cách 60 km về phía đông của Trento. Tại thời điểm ngày 31 tháng 12 năm 2004, đô thị này có dân số 1.244 người và diện tích là 75,1 km².
Đô thị Siror có các frazioni (đơn vị trực thuộcs) Nolesca and part of San Martino di Castrozza.
Siror giáp các đô thị: Canale d'Agordo, Predazzo, Canal San Bovo, Mezzano, Imer, Tonadico, Tonadico và Transacqua.